# جائزة ابن رشد للفكر الحر

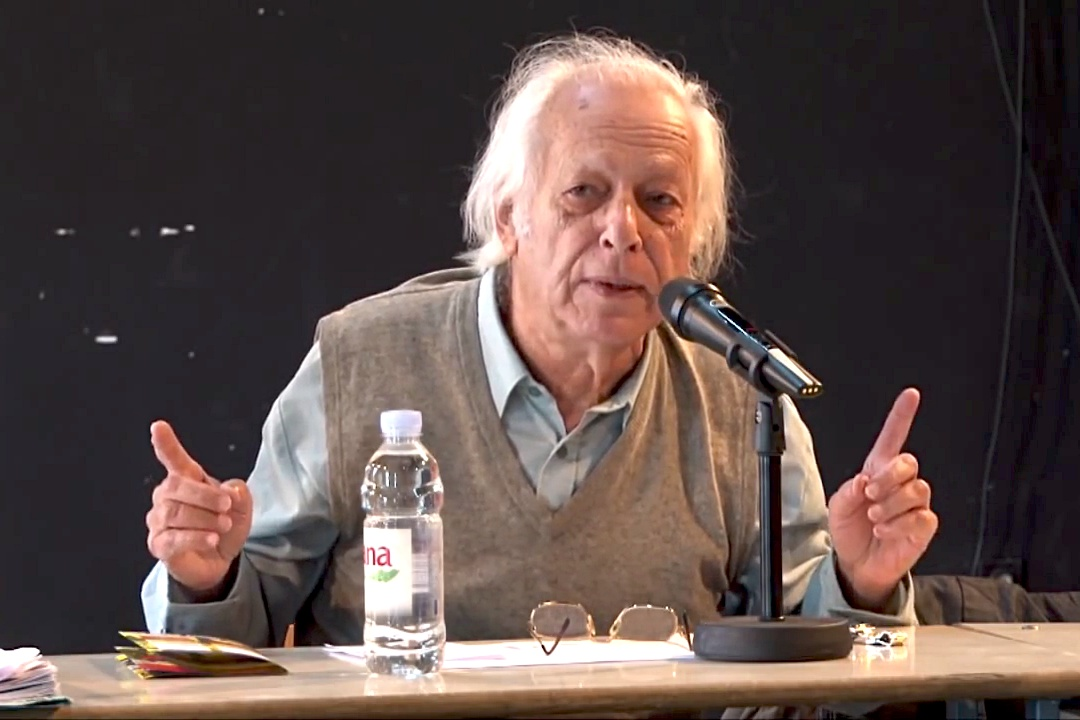

جائزة ابن رشد للفكر الحر هي جائزة سنوية تمنحها مؤسسة ابن رشد للفكر الحر في برلين منذ 1999. وتمنح الجائزة «لمن قام بدور في دعم ونشر الفكر الديمقراطي الحر والديمقراطية والإبداع في البلاد العربية». مؤسسة ابن رشد للفكر الحر هي جمعية عربية مستقلة مسجلة في ألمانيا، تأسست في عام 1998 بمناسبة الذكرى الـ800 لوفاة الفيلسوف ابن رشد.

## الحائزين على الجائزة
| السنة | الفائز                                                           | البلد                   | الموضوع                  |
| ----- | ---------------------------------------------------------------- | ----------------------- | ------------------------ |
| 1999  | قناة الجزيرة الفضائية                                            | قطر                     | الصحافة والإعلام         |
| 2000  | عصام عبد الهادي                                                  | فلسطين                  | تحرر المرأة              |
| 2001  | محمود أمين العالِم                                                | مصر                     | الفكر النقدي             |
| 2002  | عزمي بشارة                                                       | فلسطين                  | السياسة                  |
| 2003  | محمد أركون                                                       | الجزائر                 | الفلسفة                  |
| 2004  | صنع الله إبراهيم                                                 | مصر                     | الأدب السياسي            |
| 2005  | نصر حامد أبو زيد                                                 | مصر                     | الإصلاح الديني           |
| 2006  | فاطمة أحمد إبراهيم                                               | السودان                 | حقوق الإنسان             |
| 2007  | نوري بوزيد                                                       | تونس                    | إخراج أفلام              |
| 2008  | محمد عابد الجابري                                                | المغرب                  | النهضة العربية           |
| 2009  | سمير أمين                                                        | مصر                     | الاقتصاد                 |
| 2010  | الحوار المتمدن                                                   | /                       | منتدى حوار/صاحب مدونة    |
| 2011  | سهام بن سدرين                                                    | تونس                    | صحافة                    |
| 2012  | رزان زيتونة                                                      | سوريا                   | الربيع العربي            |
| 2013  | ريم بنا                                                          | فلسطين                  | الأغنية                  |
| 2014  | راشد الغنوشي                                                     | تونس                    | الإسلام المواكب للحداثة  |
| 2015  | عائشة عودة أحمد المرزوقي مصطفى خليفة                             | فلسطين · المغرب · سورية | أدب السجون               |
| 216   | -                                                                | -                       | -                        |
| 2017  | الائتلاف من أجل النزاهة والمساءلة (أمان)                         | فلسطين                  | محاربة الفساد            |
| 2018  | -                                                                | -                       | -                        |
| 2019  | سارة قائد                                                        | البحرين                 | كاريكاتير                |
| 2020  | -                                                                | -                       | -                        |
| 2021  | -                                                                | -                       | -                        |
| 2022  | نايلا طبارة مع مؤسستها “مؤسسة أديان” سعد سلوم مع مؤسستة “مسارات” | لبنان · العراق          | نشر مبدأ الحريات الدينية |